# الرأس الأبيض
الرأس الأبيض (بالفرنسية: Cap Blanc) هو أحد الرؤوس الواقعة على الساحل الشمالي للبلاد التونسية. ويتبع إداريا ولاية بنزرت. وكان يعتقد خطأً أنه أقصى نقطة في شمال القارة الإفريقية، في حين أن ذلك هو رأس بن سكة الذي يقعه غربيّه.